# FC Zbrojovka Brno 2023/2024
Tento článek se podrobně zabývá událostmi ve fotbalovém klubu FC Zbrojovka Brno v období sezony 2023/2024 a jeho působení ve FORTUNA:NÁRODNÍ LIZE a ligovém poháru. Zbrojovce se v předcházejícím ročníku nepodařilo udržet prvoligovou příslušnost a sestoupila tak zpět do 2. ligy.

## Klub

### Vlastník
Před začátkem sezóny vstoupila do Zbrojovky investiční skupina PORTIVA. V klubu měla minoritní podíl, který se měl postupně zvyšovat na většinových 61 procent. 5 procent akcií získala i Regionální hospodářská komora Brno. Nakonec však 25. dubna převzal majoritní podíl 80% majitel brněnské Komety Libor Zábranský.

### Výroční logo
U příležitosti 110 let od svého založení představil klub nové výroční logo, s nímž vstoupil do sezóny. Novým dodavatelem dresů se stala společnost Puma, která se do klubu vrací po 29 letech.

### Realizační tým
Hlavním trenérem je Lukáš Kříž, jeho asistentem je Marek Zúbek. Brankářským trenérem je Martin Doležal. Sportovním manažerem je Zdeněk Psotka.
| Post               | Jméno           |
| ------------------ | --------------- |
| Hlavní trenér      | Lukáš Kříž      |
| Asistent trenéra   | Marek Zúbek     |
| Trenér brankářů    | Martin Doležal  |
| Vedoucí mužstva    | Libor Došek     |
| Kondiční trenér    | Josef Mlčuch    |
| Kustod             | Jiří Havlíček   |
| Klubové vedení     |                 |
| Předseda           | Václav Bartoněk |
| Místopředseda      | Aleš Kolář      |
| Místopředseda      | Zdeněk Sklenář  |
| Ředitel komunikace | Martin Lísal    |
| Sportovní manažer  | Zdeněk Psotka   |
| Manažer mládeže    | Petr Čejka      |

## Soupiska

### A-tým
| Číslo     | Poz.     | Nár.      | Hráč                 | Datum narození a věk       | 2023/2024 | 2023/2024 | 2023/2024 | 2023/2024 | 2023/2024 | Zbrojovka |
| Číslo     | Poz.     | Nár.      | Hráč                 | Datum narození a věk       | Z.        | Gól       | A.        |           | Vyloučení | Z.        |
| Brankáři  | Brankáři | Brankáři  | Brankáři             | Brankáři                   | Brankáři  | Brankáři  | Brankáři  | Brankáři  | Brankáři  | Brankáři  |
| --------- | -------- | --------- | -------------------- | -------------------------- | --------- | --------- | --------- | --------- | --------- | --------- |
| 1         | BR       | Česko     | Michal Hložánek      | 11. ledna 2006 (19 let)    | 0         | 0         | 0         | 0         | 0         | 0         |
| 24        | BR       | Česko     | Dominik Sváček       | 24. února 1997 (28 let)    | 12        | 0         | 0         | 0         | 0         | 12        |
| 53        | BR       | Česko     | Martin Berkovec      | 12. února 1989 (36 let)    | 19        | 0         | 0         | 0         | 0         | 87        |
| 71        | BR       | Česko     | Jakub Šiman          | 7. ledna 1995 (30 let)     | 3         | 0         | 0         | 0         | 0         | 10        |
| Obránci   |          |           |                      |                            |           |           |           |           |           |           |
| 3         | OB       | Ghana     | Foster Gyamfi        | 28. ledna 2004 (21 let)    | 9         | 0         | 1         | 1         | 0         | 9         |
| 4         | OB       | Česko     | Luděk Pernica        | 16. června 1990 (34 let)   | 14        | 0         | 0         | 2         | 0         | 130       |
| 5         | OB       | Česko     | Jiří Hamza           | 8. července 2005 (19 let)  | 25        | 0         | 0         | 3         | 0         | 25        |
| 6         | OB       | Česko     | Lukáš Endl           | 17. června 2003 (21 let)   | 27        | 1         | 3         | 3         | 0         | 87        |
| 8         | OB       | Česko     | Zdeněk Toman         | 21. září 2005 (19 let)     | 8         | 0         | 0         | 0         | 0         | 8         |
| 15        | OB       | Česko     | Jan Štěrba           | 8. července 1994 (30 let)  | 12        | 1         | 0         | 0         | 0         | 47        |
| 18        | OB       | Česko     | Denis Granečný       | 7. září 1998 (26 let)      | 30        | 2         | 3         | 4         | 0         | 61        |
| 23        | OB       | Česko     | Jakub Šural          | 1. července 1996 (28 let)  | 14        | 1         | 0         | 7         | 0         | 151       |
| 24        | OB       | Česko     | Josef Divíšek        | 17. července 1994 (30 let) | 8         | 1         | 0         | 0         | 0         | 24        |
| 26        | OB       | Česko     | Martin Nový          | 23. června 1993 (31 let)   | 16        | 0         | 1         | 0         | 0         | 16        |
| 33        | OB       | Česko     | Ondřej Šlapanský     | 23. května 2004 (20 let)   | 3         | 0         | 0         | 0         | 0         | 3         |
| 35        | OB       | Česko     | Josef Koželuh        | 15. února 2002 (23 let)    | 24        | 2         | 1         | 5         | 1         | 33        |
| 92        | OB       | Guinea    | Simon Falette        | 19. února 1992 (33 let)    | 3         | 0         | 0         | 0         | 0         | 3         |
| Záložníci |          |           |                      |                            |           |           |           |           |           |           |
| 7         | ZÁ       | Česko     | Ondřej Pachlopník    | 14. února 2000 (25 let)    | 4         | 0         | 0         | 2         | 0         | 80        |
| 10        | ZÁ       | Nigérie   | Wale Musa Alli       | 31. prosince 2000 (24 let) | 5         | 1         | 2         | 0         | 0         | 43        |
| 11        | ZÁ       | Česko     | Adam Fousek          | 8. března 1994 (31 let)    | 24        | 2         | 6         | 1         | 0         | 130       |
| 13        | ZÁ       | Česko     | Jiří Texl            | 3. ledna 1993 (32 let)     | 24        | 1         | 1         | 2         | 0         | 105       |
| 15        | ZÁ       | Česko     | Vojtěch Šmíd         | 16. února 2001 (24 let)    | 1         | 0         | 0         | 0         | 0         | 1         |
| 17        | ZÁ       | Guinea    | Kamso Mara           | 24. prosince 1994 (30 let) | 12        | 0         | 1         | 2         | 0         | 12        |
| 19        | ZÁ       | Dánsko    | Kristoffer Jörgensen | 19. srpna 2004 (20 let)    | 0         | 0         | 0         | 0         | 0         | 0         |
| 19        | ZÁ       | Česko     | Pavel Gaszczyk       | 17. února 2005 (20 let)    | 12        | 1         | 1         | 0         | 0         | 12        |
| 25        | ZÁ       | Česko     | Roman Potočný        | 25. dubna 1991 (33 let)    | 31        | 9         | 4         | 10        | 0         | 31        |
| 29        | ZÁ       | Česko     | Tomáš Smejkal        | 7. července 1998 (26 let)  | 31        | 1         | 3         | 4         | 1         | 31        |
| 31        | ZÁ       | Česko     | David Jambor         | 31. ledna 2003 (22 let)    | 24        | 0         | 0         | 8         | 1         | 38        |
| 32        | ZÁ       | Česko     | Jan Hellebrand       | 2. března 2002 (23 let)    | 8         | 0         | 1         | 1         | 0         | 8         |
| 42        | ZÁ       | Slovensko | Peter Štepanovský    | 12. ledna 1988 (37 let)    | 6         | 0         | 2         | 1         | 0         | 119       |
| 79        | ZÁ       | Slovensko | Nicolas Martinek     | 30. prosince 2001 (23 let) | 7         | 0         | 0         | 0         | 0         | 7         |
| Útočníci  |          |           |                      |                            |           |           |           |           |           |           |
| 9         | ÚT       | Česko     | Denis Alijagić       | 10. dubna 2003 (21 let)    | 23        | 10        | 2         | 1         | 0         | 23        |
| 16        | ÚT       | Česko     | Adam Kronus          | 29. července 2002 (22 let) | 20        | 2         | 2         | 1         | 1         | 20        |
| 20        | ÚT       | Česko     | Jan Hladík           | 22. dubna 1993 (31 let)    | 10        | 1         | 3         | 0         | 0         | 123       |
| 21        | ÚT       | Česko     | Filip Večeřa         | 4. ledna 2006 (19 let)     | 2         | 0         | 0         | 0         | 0         | 2         |
| 27        | ÚT       | Slovensko | Peter Juritka        | 31. července 2004 (20 let) | 7         | 1         | 0         | 0         | 0         | 7         |
| 37        | ÚT       | Česko     | Jakub Řezníček       | 26. května 1988 (36 let)   | 30        | 13        | 2         | 4         | 0         | 162       |

Poznámky
- Statistiky jsou ze všech soutěžních utkání, tj. z ligy i poháru.
- V posledním sloupci uveden celkový počet odehraných soutěžních zápasů za Zbrojovku v kariéře.
- Kurzívou mají číslo hráči, kteří odešli v průběhu sezony.

## Přestupy

### Přišli do týmu

#### Léto
| Datum             | Č. | Poz. | Hráč             | Věk | Odkud přišel                   | Typ                | Ref           |
| ----------------- | -- | ---- | ---------------- | --- | ------------------------------ | ------------------ | ------------- |
| 19. června 2023   | 5  | ZÁ   | David Jambor     | 20  | MFK Vyškov                     | návrat z hostování | [ 13 ]        |
| 19. června 2023   | 78 | ZÁ   | Oldřich Pragr    | 20  | 1. SC Znojmo FK                | návrat z hostování | [ 13 ]        |
| 19. června 2023   | 34 | ZÁ   | Ota Kohoutek     | 20  | 1. SK Prostějov                | návrat z hostování | [ 13 ]        |
| 20. června 2023   | 26 | OB   | Martin Nový      | 29  | Bohemians Praha 1905           | hostování          | [ 14 ] [ 15 ] |
| 3. července 2023  | 27 | OB   | Martin Toml      | 27  | FC ViOn Zlaté Moravce – Vráble | přestup            | [ 16 ]        |
| 12. července 2023 | 25 | ÚT   | Roman Potočný    | 32  | SK Dynamo České Budějovice     | hostování          | [ 17 ] [ 18 ] |
| 17. července 2023 | 79 | ZÁ   | Nicolas Martinek | 21  | FK Dubnica nad Váhom           | přestup            | [ 19 ]        |
| 19. července 2023 | 16 | ÚT   | Adam Kronus      | 20  | FC Viktoria Plzeň              | hostování          | [ 20 ]        |
| 19. července 2023 | 19 | ZÁ   | Pavel Gaszczyk   | 18  | FC Viktoria Plzeň              | hostování          | [ 21 ]        |
| 15. srpna 2023    | 17 | ZÁ   | Kamso Mara       | 28  | –                              | volný hráč         | [ 22 ]        |
| 8. září 2023      | 32 | ZÁ   | Jan Hellebrand   | 21  | FC Zlín                        | přestup            | [ 23 ]        |
| 8. září 2023      | 9  | ÚT   | Denis Alijagić   | 20  | Olympiakos                     | přestup            | [ 24 ]        |

#### Zima
| Datum             | Č. | Poz. | Hráč                 | Věk | Odkud přišel      | Typ              | Ref    |
| ----------------- | -- | ---- | -------------------- | --- | ----------------- | ---------------- | ------ |
| 23. prosince 2023 | 4  | OB   | Luděk Pernica        | 33  | FC Viktoria Plzeň | přestup          | [ 25 ] |
| 25. ledna 2024    | 3  | OB   | Foster Gyamfi        | 19  | Esbjerg fB        | hostování s opcí | [ 26 ] |
| 20. února 2024    | 24 | BR   | Dominik Sváček       | 26  | FC Viktoria Plzeň | hostování s opcí | [ 27 ] |
| 23. února 2024    | 19 | ZÁ   | Kristoffer Jörgensen | 19  | SønderjyskE       | přestup          | [ 28 ] |
| 27. února 2024    | 92 | OB   | Simon Falette        | 32  | –                 | volný hráč       | [ 29 ] |

### Odešli z týmu

#### Léto
| Datum           | Č. | Poz. | Hráč           | Věk | Kam odešel                 | Typ             | Ref           |
| --------------- | -- | ---- | -------------- | --- | -------------------------- | --------------- | ------------- |
| 19. června 2023 | 19 | ZÁ   | Michal Ševčík  | 20  | AC Sparta Praha            | přestup         | [ 30 ] [ 31 ] |
| 19. června 2023 | 10 | ZÁ   | Šimon Falta    | 30  | FC Viktoria Plzeň          | konec hostování | [ 13 ]        |
| 19. června 2023 | 3  | OB   | Mohamed Tijani | 25  | FC Viktoria Plzeň          | konec hostování | [ 13 ]        |
| 19. června 2023 | 27 | ZÁ   | Filip Souček   | 22  | AC Sparta Praha            | konec hostování | [ 13 ]        |
| 19. června 2023 | 21 | ZÁ   | Filip Blecha   | 25  | SK Slavia Praha            | konec hostování | [ 13 ]        |
| 30. června 2023 | 25 | ZÁ   | Jakub Nečas    | 28  | FK Příbram                 | konec smlouvy   | [ 13 ] [ 32 ] |
| 30. června 2023 | 16 | OB   | Róbert Matejov | 34  | MFK Skalica                | konec smlouvy   | [ 13 ] [ 33 ] |
| 30. června 2023 | 4  | OB   | Jan Hlavica    | 28  | Podbeskidzie Bielsko-Biała | konec smlouvy   | [ 13 ] [ 34 ] |
| 30. června 2023 | 8  | ÚT   | Lukáš Rogožan  | 24  | TJ Start Brno              | konec smlouvy   | [ 13 ] [ 35 ] |
| 18. srpna 2023  | 27 | OB   | Martin Toml    | 27  | MFK Chrudim                | přestup         | [ 36 ]        |
| 25. srpna 2023  | 10 | ZÁ   | Wale Musa Alli | 22  | SK Dynamo České Budějovice | hostování       | [ 37 ] [ 38 ] |
| 6. září 2023    | 20 | ÚT   | Jan Hladík     | 30  | MFK Ružomberok             | přestup         | [ 39 ] [ 40 ] |

#### Zima
| Datum          | Č. | Poz. | Hráč             | Věk | Kam odešel                 | Typ       | Ref    |
| -------------- | -- | ---- | ---------------- | --- | -------------------------- | --------- | ------ |
| 13. ledna 2024 | 24 | OB   | Josef Divíšek    | 33  | FK Viktoria Žižkov         | přestup   | [ 41 ] |
| 20. února 2024 | 29 | BR   | Jakub Šiman      | 29  | neznámo                    | –         | [ 42 ] |
| 21. února 2024 | 79 | ZÁ   | Nicolas Martinek | 22  | SK Hanácká Slavia Kroměříž | hostování | [ 43 ] |
| 22. února 2024 | 15 | OB   | Jan Štěrba       | 29  | 1. SK Prostějov            | hostování | [ 44 ] |

## Zápasy v sezoně 2023/2024

### Souhrn působení v soutěžích
| Soutěž               | Fáze startu | Momentální pozice/ kolo | Konečná pozice/ kolo | První zápas       | Poslední zápas  |
| -------------------- | ----------- | ----------------------- | -------------------- | ----------------- | --------------- |
| FORTUNA:NÁRODNÍ LIGA | —           | —                       | 9. místo             | 24. července 2023 | 25. května 2024 |
| MOL Cup              | 1. kolo     | —                       | 3. kolo              | 9. srpna 2023     | 27. září 2023   |

### Letní přípravné zápasy
| Přátelské utkání 24. června 2023 | FC DAC 1904 Dunajská Streda | 1 – 1 | FC Zbrojovka Brno | Mierovo, Slovensko                    |  |  |
| 11:30                            | Ramadan 69'                 |       | 75' Fousek        | Diváci: 1 100 Rozhodčí: Michal Smolák |  |  |
|                                  |                             |       |                   |                                       |  |  |

| Přátelské utkání 1. července 2023 | FC Zbrojovka Brno | 1 – 0 | MŠK Púchov | hřiště číslo 2, Brno |  |  |
| 12:00                             | Granečný 62'      |       |            | Diváci: 150          |  |  |
|                                   |                   |       |            |                      |  |  |

| Přátelské utkání 5. července 2023 | FC Zbrojovka Brno     | 2 – 0 | MFK Dukla Banská Bystrica | Sportovní areál FC Slovan Rosice, Rosice |  |  |
| 16:00                             | Kronus 42' Hladík 65' |       |                           | Diváci: 300                              |  |  |
|                                   |                       |       |                           |                                          |  |  |

| Přátelské utkání 8. července 2023 | Bruk-Bet Termalica Nieciecza | 1 – 2 | FC Zbrojovka Brno       | Stadion Lutín, Lutín |  |  |
| 12:00                             | Hilbrycht 19'                |       | 43' Řezníček 85' Kronus | Diváci: 100          |  |  |
|                                   |                              |       |                         |                      |  |  |

| Přátelské utkání 15. července 2023 | 1. SK Prostějov | 1 – 0 | FC Zbrojovka Brno | Stadion FK Holice, Olomouc |  |  |
| 10:30                              | Malec 65'       |       |                   |                            |  |  |
|                                    |                 |       |                   |                            |  |  |

### Zimní přípravná liga -Tipsport liga

#### Skupina C
| Poř. | Tým                            | Z | V | R | P | VG | OG | B |
| ---- | ------------------------------ | - | - | - | - | -- | -- | - |
| 1.   | FC ViOn Zlaté Moravce – Vráble | 3 | 2 | 1 | 0 | 4  | 1  | 7 |
| 2.   | MFK Skalica                    | 3 | 1 | 1 | 1 | 7  | 5  | 4 |
| 3.   | FC Zlín                        | 3 | 1 | 0 | 2 | 3  | 3  | 3 |
| 4.   | FC Zbrojovka Brno              | 3 | 1 | 0 | 2 | 4  | 9  | 3 |

Vysvětlivky: Z = Zápasy; V = Výhry; R = Remízy; P = Prohry; VG = Vstřelené góly; OG = Obdržené góly; B = Body.

#### Zápasy
| 1. kolo 17. ledna 2024 | FC Zbrojovka Brno | 0 – 2 | FC ViOn Zlaté Moravce – Vráble   | Štadión MFK Skalica, Skalica |  |  |
| 13:00                  |                   |       | 24' Tabatadze 45+2' Nonikashvili |                              |  |  |
|                        |                   |       |                                  |                              |  |  |

| 2. kolo 20. ledna 2024 | FC Zlín                      | 1 – 2 | FC Zbrojovka Brno       | Fotbalový areál Vlastislava Marečka, Zlín |  |  |
| 13:00                  | Akhvlediani 16' Janetzký 21' |       | 1' Juritka 50' Alijagić | Rozhodčí: Tomáš Batík                     |  |  |
|                        |                              |       |                         |                                           |  |  |

| 3. kolo 23. ledna 2024 | MFK Skalica                                                     | 6 – 2 | FC Zbrojovka Brno             | Štadión MFK Skalica, Skalica |  |  |
| 10:30                  | Sobczyk 15', 44' Hollý 26' Alves 82' Baumgartner 84' Vlasko 88' |       | 34' Granečný 62', 70' Potočný |                              |  |  |
|                        |                                                                 |       |                               |                              |  |  |

### Zimní přípravné zápasy
| Přátelské utkání 1. prosince 2023 | MFK Chrudim | 0 – 9 | FC Zbrojovka Brno                                                                                              | Stadion Emila Zátopka, Chrudim     |  |  |
| 11:30                             |             |       | 7' Martinek 19', 44' (pen.), 49' Potočný 33', 89' Granečný 61' Hellebrand 63' Šural 73' Pachlopník 79' Juritka | Diváci: 100 Rozhodčí: Lukáš Raplík |  |  |
|                                   |             |       | |                                    |  |  |

| Přátelské utkání 8. prosince 2023 | FC Zbrojovka Brno      | 2 – 1 | Slezský FC Opava | TC Brněnské Ivanovice, Brno |  |  |
| 11:30                             | Juritka 74' Večeřa 85' |       | 33' Rezek        |                             |  |  |
|                                   |                        |       |                  |                             |  |  |

| Přátelské utkání 27. ledna 2024 | FC Zbrojovka Brno                                             | 5 – 0 | FK Hodonín | TC Lužánky, Brno |  |  |
| 11:30                           | Večeřa 46' Alijagić 48' Pachlopník 67' Smejkal 73' Gyamfi 75' |       |            | Diváci: 100      |  |  |
|                                 |                                                               |       |            |                  |  |  |

| Přátelské utkání 3. února 2024 | MŠK Žilina                  | 2 – 2 | FC Zbrojovka Brno             | Štadión pod Dubňom, Žilina |  |  |
| 15:00                          | Ďatko 22' Javorček 25', 90' |       | 5' Alijagić 87', 90' Řezníček | Rozhodčí: Michal Očanáš    |  |  |
|                                |                             |       |                               |                            |  |  |

| Přátelské utkání 10. února 2024 | MŠK Púchov                           | 3 – 3 | FC Zbrojovka Brno                 | NTC Senec, Senec |  |  |
| 14:00                           | Vavrík 21' Štrauch 40' Kapusniak 85' |       | 9' Řezníček 69' Kronus 78' Fousek |                  |  |  |
|                                 |                                      |       |                                   |                  |  |  |

| Přátelské utkání 17. února 2024 | KFC Komárno | 1 – 4 | FC Zbrojovka Brno                                  | NTC Senec, Senec |  |  |
| 11:00                           | Turčák 61'  |       | 9' Alijagić 15' Hellebrand 34' Fousek 60' Řezníček |                  |  |  |
|                                 |             |       |                                                    |                  |  |  |

| Přátelské utkání 24. února 2024 | FC Zbrojovka Brno                  | 3 – 1 | SK Sigma Olomouc B | ADAX INVEST Arena, Brno           |  |  |
| 14:00                           | Fousek 39' Kronus 43' Alijagić 82' |       | 25' Israel         | Diváci: 395 Rozhodčí: Marek Bělák |  |  |
|                                 |                                    |       |                    |                                   |  |  |

### FORTUNA:NÁRODNÍ LIGA
Hlavní článek: Fortuna:Národní liga 2023/2024
| Poř. | Tým                        | Z  | V  | R  | P  | VG | OG | B  |
| ---- | -------------------------- | -- | -- | -- | -- | -- | -- | -- |
| 7.   | FC Sellier & Bellot Vlašim | 30 | 9  | 13 | 8  | 41 | 43 | 40 |
| 8.   | FK Viktoria Žižkov (N)     | 30 | 11 | 6  | 13 | 44 | 51 | 39 |
| 9.   | FC Zbrojovka Brno (S)      | 30 | 11 | 6  | 13 | 41 | 42 | 39 |
| 10.  | SK Líšeň 2019              | 30 | 9  | 12 | 9  | 34 | 34 | 39 |
| 11.  | AC Sparta Praha B          | 30 | 10 | 7  | 13 | 52 | 58 | 37 |

Poznámky:
- (S) = sestupující (předchozí sezónu hrál vyšší soutěž a postoupil)
- (N) = nováček (předchozí sezónu hrál nižší soutěž a postoupil)

| Celkem | Celkem | Celkem | Celkem | Celkem | Celkem | Celkem | Celkem | Doma | Doma | Doma | Doma | Doma | Doma | Venku | Venku | Venku | Venku | Venku | Venku |
| Z      | V      | R      | P      | VG     | OG     | GR     | Body   | V    | R    | P    | VG   | OG   | Body | V     | R     | P     | VG    | OG    | Body  |
| ------ | ------ | ------ | ------ | ------ | ------ | ------ | ------ | ---- | ---- | ---- | ---- | ---- | ---- | ----- | ----- | ----- | ----- | ----- | ----- |
| 30     | 11     | 6      | 13     | 41     | 42     | -1     | 39     | 5    | 2    | 8    | 17   | 18   | 17   | 6     | 4     | 5     | 24    | 24    | 22    |

#### Přehled
| 0        | 1 | 2 | 3 | 4  | 5 | 6 | 7 | 8 | 9 | 10 | 11 | 12 | 13 | 14 | 15 | 16 | 17 | 18 | 19 | 20 | 21 | 22 | 23 | 24 | 25 | 26 | 27 | 28 | 29 | 30 |
| -------- | - | - | - | -- | - | - | - | - | - | -- | -- | -- | -- | -- | -- | -- | -- | -- | -- | -- | -- | -- | -- | -- | -- | -- | -- | -- | -- | -- |
| Výsledek | D | V | D | V  | D | V | V | D | V | D  | V  | D  | V  | D  | V  | D  | V  | D  | V  | D  | D  | V  | D  | V  | D  | V  | D  | V  | D  | V  |
| Pozice   | 6 | 4 | 6 | 13 | 5 | 6 | 6 | 5 | 2 | 3  | 3  | 5  | 6  | 5  | 4  | 6  | 4  | 4  | 5  | 8  | 10 | 12 | 10 | 10 | 11 | 8  | 11 | 12 | 9  | 9  |

##### Podzimní část
| 1. kolo 24. července 2023 | FC Zbrojovka Brno          | 1 – 1 | FC Sellier & Bellot Vlašim | ADAX INVEST Arena, Brno                |  |  |
| 17:30                     | Řezníček 79' Potočný 90+2' |       | 28' Kulhánek 60' Singhateh | Diváci: 3 018 Rozhodčí: Michal Křepský |  |  |
|                           |                            |       |                            |                                        |  |  |

| 2. kolo 30. července 2023 | SK Sigma Olomouc B | 1 – 2 | FC Zbrojovka Brno                        | Andrův stadion, Olomouc               |  |  |
| 17:00                     | Muritala 7'        |       | 30' Řezníček 43', 66' Potočný 78' Jambor | Diváci: 735 Rozhodčí: Marek Opočenský |  |  |
|                           |                    |       |                                          |                                       |  |  |

| 3. kolo 2. srpna 2023 | FC Zbrojovka Brno        | 0 – 2 | FK Dukla Praha                                            | ADAX INVEST Arena, Brno            |  |  |
| 18:00                 | Řezníček 62' Hamza 90+3' |       | 15' Peterka 34' Šebrle 45+1' Ullman 60' Hašek 70' Matějka | Diváci: 3 203 Rozhodčí: Pavel Orel |  |  |
|                       |                          |       |                                                           |                                    |  |  |

| 4. kolo 5. srpna 2023 | FC SILON Táborsko                           | 2 – 1 | FC Zbrojovka Brno                  | Hřiště v Kvapilově ulici, Tábor      |  |  |
| 17:00                 | Zeman 3' Bláha 68' Plachý 79' Varačka 90+1' |       | 57' Granečný 74' Texl 89' Řezníček | Diváci: 1 052 Rozhodčí: Filip Kotala |  |  |
|                       |                                             |       |                                    |                                      |  |  |

| 5. kolo 12. srpna 2023 | FC Zbrojovka Brno                                              | 4 – 1 | MFK Chrudim                      | ADAX INVEST Arena, Brno              |  |  |
| 17:00                  | Řezníček 6' (pen.), 77', 83' Smejkal 33' Jambor 63' Texl 90+2' |       | 49' Borkovec 72' Kesner 85' Míka | Diváci: 2 036 Rozhodčí: Jan Všetečka |  |  |
|                        |                                                                |       |                                  |                                      |  |  |

| 6. kolo 18. srpna 2023 | AC Sparta Praha B | 1 – 2 | FC Zbrojovka Brno                                             | epet ARENA, Praha                  |  |  |
| 17:45                  | Schánělec 25'     |       | 16' Potočný 38' Mara 58', 88' Šural 75' Granečný 82' Řezníček | Diváci: 1 087 Rozhodčí: Petr Hocek |  |  |
|                        |                   |       |                                                               |                                    |  |  |

| 7. kolo 26. srpna 2023 | 1. SK Prostějov                      | 0 – 1 | FC Zbrojovka Brno                  | Stadion 1.HFK Olomouc, Olomouc   |  |  |
| 10:30                  | Bartolomeu 69' Spáčil 75' Gábriš 81' |       | 55' Smejkal 61' Řezníček 69' Šural | Diváci: 820 Rozhodčí: Jan Petřík |  |  |
|                        |                                      |       |                                    |                                  |  |  |

| 8. kolo 2. září 2023 | FC Zbrojovka Brno                | 1 – 0 | FK Varnsdorf | ADAX INVEST Arena, Brno              |  |  |
| 17:00                | Šural 12' Jambor 21' Potočný 67' |       | 53' Kubista  | Diváci: 2 555 Rozhodčí: Karel Rouček |  |  |
|                      |                                  |       |              |                                      |  |  |

| 9. kolo 15. září 2023 | FC Vysočina Jihlava         | 0 – 1 | FC Zbrojovka Brno                  | Stadion v Jiráskově ulici, Jihlava |  |  |
| 17:00                 | Vedral 32' Svoboda 40', 56' |       | 72' Endl 80' Alijagić 88' Granečný | Diváci: 991 Rozhodčí: Tomáš Batík  |  |  |
|                       |                             |       |                                    |                                    |  |  |

| 10. kolo 23. září 2023 | FC Zbrojovka Brno | 0 – 1 | MFK Vyškov                                       | ADAX INVEST Arena, Brno            |  |  |
| 17:00                  |                   |       | 18' Štěpánek 73' Mafwenta 83' Souaré 85' Lahodný | Diváci: 4 718 Rozhodčí: Petr Hocek |  |  |
|                        |                   |       |                                                  |                                    |  |  |

| 11. kolo 27. září 2023 | Slezský FC Opava                                | 2 – 1 | FC Zbrojovka Brno                                              | Městský stadion Opava, Opava       |  |  |
| 15:30                  | Vaněček 19' Málek 60', 71' Blecha 66' Rataj 89' |       | 3' Alijagić 12' Koželuh 51', 72' Kronus 56' Potočný 67' Jambor | Diváci: 1 836 Rozhodčí: Jan Petřík |  |  |
|                        |                                                 |       |                                                                |                                    |  |  |

| 12. kolo 6. října 2023 | FC Zbrojovka Brno            | 0 – 1 | FK Příbram                                  | ADAX INVEST Arena, Brno              |  |  |
| 17:30                  | Koželuh 69', 75' Smejkal 90' |       | 21' Nečas 34' Jandera 41' Jahić 90+3' Antwi | Diváci: 2 508 Rozhodčí: Marek Radina |  |  |
|                        |                              |       |                                             |                                      |  |  |

| 13. kolo 22. října 2023 | FK VIKTORIA ŽIŽKOV                            | 4 – 2 | FC Zbrojovka Brno | Stadion FK Viktoria Žižkov, Žižkov     |  |  |
| 10:15                   | Richter 9' Endl 18' (vl) Voltr 29' Prošek 70' |       | 49', 83' Řezníček | Diváci: 1 238 Rozhodčí: Michael Kvítek |  |  |
|                         |                                               |       |                   |                                        |  |  |

| 14. kolo 27. října 2023 | FC Zbrojovka Brno                                      | 3 – 0 | SK Líšeň 2019                      | ADAX INVEST Arena, Brno                 |  |  |
| 17:00                   | Řezníček 19', 29', 88' (pen.) Kronus 83' Potočný 90+1' |       | 33' Vandas 86' Jokovič 90+1' Aldin | Diváci: 3 622 Rozhodčí: Stanislav Volek |  |  |
|                         |                                                        |       |                                    |                                         |  |  |

| 15. kolo 4. listopadu 2023 | SK Hanácká Slavia Kroměříž | 0 – 3 | FC Zbrojovka Brno                          | Stadion Jožky Silného, Kroměříž     |  |  |
| 14:00                      | Jaroň 30' Kudela 52'       |       | 5' Alijagić 32' (pen.) Řezníček 58' Štěrba | Diváci: 1 457 Rozhodčí: Tomáš Batík |  |  |
|                            |                            |       |                                            |                                     |  |  |

| 16. kolo 11. listopadu 2023 | FC Zbrojovka Brno                                | 0 – 1 | SK Sigma Olomouc B     | ADAX INVEST Arena, Brno              |  |  |
| 15:00                       | Pachlopník 39' Řezníček 67' Endl 89' Koželuh 89' |       | 29' Šíp 82', 87' Fiala | Diváci: 3 026 Rozhodčí: Petr Dorušák |  |  |
|                             |                                                  |       |                        |                                      |  |  |

##### Jarní část
| 17. kolo 2. března 2024 | FK Dukla Praha                                                       | 3 – 3 | FC Zbrojovka Brno                                        | Stadion Juliska, Praha               |  |  |
| 14:00                   | Moulis 20' Mešanović 53', 79' Kozma 56' Holiš 61', 90+4' Jeřábek 77' |       | 15' Koželuh 27', 74' Alijagić 54' Hamza 62', 81' Potočný | Diváci: 2 176 Rozhodčí: Ondřej Berka |  |  |
|                         |                                                                      |       |                                                          |                                      |  |  |

| 18. kolo 9. března 2024 | FC Zbrojovka Brno | 0 – 0 | FC SILON Táborsko                   | ADAX INVEST Arena, Brno            |  |  |
| 18:00                   |                   |       | 35' Potočný 89' Varačka 90+2' Bláha | Diváci: 2 808 Rozhodčí: Adam Trska |  |  |
|                         |                   |       |                                     |                                    |  |  |

| 19. kolo 16. března 2024 | MFK Chrudim                             | 3 – 1 | FC Zbrojovka Brno                         | Stadion Za Vodojemem, Chrudim      |  |  |
| 10:15                    | Langhamer 15', 79' Látal 48' Kesner 83' |       | 45' Hamza 45' Hellebrand 53', 82' Potočný | Diváci: 1 360 Rozhodčí: Petr Hocek |  |  |
|                          |                                         |       |                                           |                                    |  |  |

| 20. kolo 29. března 2024 | FC Zbrojovka Brno                          | 2 – 3 | AC Sparta Praha B                                   | ADAX INVEST Arena, Brno             |  |  |
| 18:00                    | Texl 27' Potočný 43', 90+5', 50' Šural 81' |       | 15' Michl 36', 77' Šiler 57' Večerka 90+1' Jedlička | Diváci: 3 118 Rozhodčí: Tomáš Batík |  |  |
|                          |                                            |       |                                                     |                                     |  |  |

| 21. kolo 6. dubna 2024 | FC Zbrojovka Brno                                         | 1 – 2 | 1. SK Prostějov                                                                                   | ADAX INVEST Arena, Brno               |  |  |
| 18:00                  | Polách 45' Alijagić 56' Jambor 75' Nový 87' Pernica 90+1' |       | 19' Látal 36' Habusta 42', 90+3' (pen.) Jaroň 67' Koudelka 68' Bednár 90+5' Matoušek 90+10' Mucha | Diváci: 2 220 Rozhodčí: Dominik Starý |  |  |
|                        |                                                           |       |                                                                                                   |                                       |  |  |

| 22. kolo 14. dubna 2024 | FK Varnsdorf                                                                  | 4 – 1 | FC Zbrojovka Brno                                                                    | Městský fotbalový stadion v Kotlině, Varnsdorf |  |  |
| 16:30                   | Stránský 9' Samko 16', 49' Kubista 20' Kouřil 37' Papoušek 41' Vojta 64', 66' |       | 18' Šural 18' Koželuh 21' (pen), 45' Potočný 38', 60' Fousek 42' Jambor 78' Řezníček | Diváci: 850 Rozhodčí: Jan Petřík               |  |  |
|                         |                                                                               |       |                                                                                      |                                                |  |  |

| 23. kolo 17. dubna 2024 | FC Zbrojovka Brno                                | 1 – 0 | FC Vysočina Jihlava             | ADAX INVEST Arena, Brno            |  |  |
| 18:00                   | Potočný 32' Smejkal 40' Řezníček 66' Potočný 85' |       | 45' Vedral 62' Farka 65' Chytrý | Diváci: 2 120 Rozhodčí: Vít Zaoral |  |  |
|                         |                                                  |       |                                 |                                    |  |  |

| 24. kolo 20. dubna 2024 | MFK Vyškov                              | 1 – 1 | FC Zbrojovka Brno                   | Sportovní areál Drnovice, Drnovice |  |  |
| 10:15                   | Lahodný 25' Fomba 71' Delferriere 90+7' |       | 52' Gyamfi 61' Koželuh 78' Alijagić | Diváci: 1 518 Rozhodčí: Petr Hocek |  |  |
|                         |                                         |       |                                     |                                    |  |  |

| 25. kolo 27. dubna 2024 | FC Zbrojovka Brno                                               | 0 – 1 | Slezský FC Opava                                             | ADAX INVEST Arena, Brno                 |  |  |
| 18:00                   | Šural 20' Kříž 43' Smejkal 54', 62' Granečný 64' Zúbek 88', 88' |       | 43' Srubek 52', 58' Rezek 72' Blecha 76' Kolínek 88' Richter | Diváci: 2 097 Rozhodčí: Stanislav Volek |  |  |
|                         |                                                                 |       |                                                              |                                         |  |  |

| 26. kolo 3. května 2024 | FK Příbram          | 0 – 2 | FC Zbrojovka Brno                               | Na Litavce, Příbram              |  |  |
| 17:00                   | Hošek 41' Nečas 45' |       | 61' Hamza 68' Alijagić 77' Potočný 90+2' Sváček | Diváci: 764 Rozhodčí: Pavel Orel |  |  |
|                         |                     |       |                                                 |                                  |  |  |

| 27. kolo 8. května 2024 | FC Zbrojovka Brno | 0 – 2 | FK Viktoria Žižkov        | ADAX INVEST Arena, Brno              |  |  |
| 18:00                   | Pernica 89'       |       | 82' Jirásek 90+2' Batioja | Diváci: 2 122 Rozhodčí: Ondřej Berka |  |  |
|                         |                   |       |                           |                                      |  |  |

| 28. kolo 11. května 2024 | SK Líšeň 2019       | 1 – 1 | FC Zbrojovka Brno     | Areál SK Líšeň, Brno                  |  |  |
| 17:00                    | Tauš 78' Dziuba 82' |       | 54' Řezníček 57' Endl | Diváci: 1 612 Rozhodčí: Lukáš Nehasil |  |  |
|                          |                     |       |                       |                                       |  |  |

| 29. kolo 19. května 2024 | FC Zbrojovka Brno                                                                | 4 – 3 | SK Hanácká Slavia Kroměříž            | ADAX INVEST Arena, Brno            |  |  |
| 17:00                    | Alijagić 2' Fousek 6' Endl 8' Houser 48' (vl.) Jambor 71', 76' Štepanovský 90+3' |       | 55', 85' Kudela 66' Jaroň 90+3' Silný | Diváci: 1 626 Rozhodčí: Vít Zaoral |  |  |
|                          |                                                                                  |       |                                       |                                    |  |  |

| 30. kolo 25. května 2024 | FC Sellier & Bellot Vlašim      | 2 – 2 | FC Zbrojovka Brno                        | Stadion v Kollárově ulici, Vlašim  |  |  |
| 17:00                    | Planka 26' Dostál 40' Kurka 65' |       | 4' Juritka 52' (pen.) Alijagić 55' Šural | Diváci: 316 Rozhodčí: Michal Beneš |  |  |
|                          |                                 |       |                                          |                                    |  |  |

### MOL Cup
Hlavní článek: MOL Cup 2023/2024
| 1. kolo 9. srpna 2023 | TATRAN Ždírec nad Doubravou | 1 – 4 | FC Zbrojovka Brno                                 | Stadion SK Tatran, Ždírec nad Doubravou |  |  |
| 17:00                 | M. Svoboda 41' Pavlas 76'   |       | 3' Gaszczyk 23' Hladík 71' Granečný 78' Musa Alli | Diváci: 770 Rozhodčí: Jan Machálek      |  |  |
|                       |                             |       |                                                   |                                         |  |  |

| 2. kolo 30. srpna 2023 | FC Vsetín              | 0 – 4 | FC Zbrojovka Brno                                            | Fotbalový stadion na Tyršově ulici, Vsetín |  |  |
| 17:00                  | Stuchlík 22' Vítek 27' |       | 24' Koželuh 38' Fousek 39', 55' Potočný 66' Mara 84' Divíšek | Diváci: 1 644 Rozhodčí: Tomáš Batík        |  |  |
|                        |                        |       |                                                              |                                            |  |  |

| 3. kolo 27. září 2023 | Slezský FC Opava                                                            | 3 – 2 | FC Zbrojovka Brno                                 | Městský stadion Opava, Opava       |  |  |
| 15:30                 | Helebrand 15' Blecha 21' (pen.) Yahaya 37' Janoščin 67' Rataj 77' Rezek 85' |       | 41' Alijagić 66' Jambor 86' Kronus 88' Pachlopník | Diváci: 1 325 Rozhodčí: Vít Zaoral |  |  |
|                       |                                                                             |       |                                                   |                                    |  |  |

## Statistiky

### Góly
| Gól | Hráč           | Liga | P. |
| --- | -------------- | ---- | -- |
| 13  | Jakub Řezníček | 13   | 0  |
| 10  | Denis Alijagić | 9    | 1  |
| 9   | Roman Potočný  | 8    | 1  |
| 2   | Josef Koželuh  | 1    | 1  |
| 2   | Denis Granečný | 1    | 1  |
| 2   | Adam Fousek    | 1    | 1  |
| 1   | Adam Kronus    | 1    | 1  |
| 1   | Jiří Texl      | 1    | 0  |
| 1   | Tomáš Smejkal  | 1    | 0  |
| 1   | Jakub Šural    | 1    | 0  |
| 1   | Lukáš Endl     | 1    | 0  |
| 1   | Jan Štěrba     | 1    | 0  |
| 1   | Peter Juritka  | 1    | 0  |
| 1   | Pavel Gaszczyk | 0    | 1  |
| 1   | Jan Hladík     | 0    | 1  |
| 1   | Wale Musa Alli | 0    | 1  |
| 1   | Josef Divíšek  | 0    | 1  |

### Asistence
| A. | Hráč              | Liga | P. |
| -- | ----------------- | ---- | -- |
| 6  | Adam Fousek       | 6    | 0  |
| 3  | Tomáš Smejkal     | 3    | 0  |
| 3  | Lukáš Endl        | 3    | 0  |
| 3  | Jan Hladík        | 2    | 1  |
| 3  | Roman Potočný     | 2    | 1  |
| 2  | Jakub Řezníček    | 2    | 0  |
| 2  | Peter Štepanovský | 2    | 0  |
| 2  | Denis Alijagić    | 2    | 0  |
| 2  | Wale Musa Alli    | 0    | 2  |
| 2  | Adam Kronus       | 1    | 1  |
| 1  | Martin Nový       | 1    | 0  |
| 1  | Kamso Mara        | 1    | 0  |
| 1  | Pavel Gaszczyk    | 1    | 0  |
| 1  | Josef Koželuh     | 1    | 0  |
| 1  | Jan Hellebrand    | 1    | 0  |
| 1  | Foster Gyamfi     | 1    | 0  |
| 1  | Denis Granečný    | 1    | 0  |

### Čistá konta
| Čisté konto | Hráč            | Liga | P. |
| ----------- | --------------- | ---- | -- |
| 5           | Martin Berkovec | 5    | 0  |
| 3           | Dominik Sváček  | 3    | 0  |
| 1           | Jakub Šiman     | 0    | 1  |

### Žluté karty
|    | Hráč              | Liga | P. |
| -- | ----------------- | ---- | -- |
| 10 | Roman Potočný     | 10   | 1  |
| 8  | David Jambor      | 7    | 1  |
| 7  | Jakub Šural       | 7    | 0  |
| 6  | Jakub Řezníček    | 6    | 0  |
| 5  | Josef Koželuh     | 5    | 0  |
| 5  | Tomáš Smejkal     | 5    | 0  |
| 3  | Jiří Hamza        | 3    | 0  |
| 3  | Denis Granečný    | 3    | 0  |
| 2  | Jiří Texl         | 2    | 0  |
| 2  | Luděk Pernica     | 2    | 0  |
| 2  | Lukáš Endl        | 2    | 0  |
| 2  | Ondřej Pachlopník | 1    | 1  |
| 2  | Kamso Mara        | 1    | 1  |
| 1  | Adam Kronus       | 1    | 0  |
| 1  | Denis Alijagić    | 1    | 0  |
| 1  | Jan Hellebrand    | 1    | 0  |
| 1  | Martin Nový       | 1    | 0  |
| 1  | Tomáš Polách      | 1    | 0  |
| 1  | Adam Fousek       | 1    | 0  |
| 1  | Jiří Hamza        | 1    | 0  |
| 1  | Dominik Sváček    | 1    | 0  |
| 1  | Foster Gyamfi     | 1    | 0  |
| 1  | Peter Štepanovský | 1    | 0  |

### Červené karty
| Vyloučení | Hráč          | Liga | P. |
| --------- | ------------- | ---- | -- |
| 1         | Adam Kronus   | 1    | 0  |
| 1         | Josef Koželuh | 1    | 0  |
| 1         | Adam Fousek   | 1    | 0  |
| 1         | Tomáš Smejkal | 1    | 0  |
| 1         | David Jambor  | 1    | 0  |

## Domácí návštěvnost
| Soutěž  | Celkově | Zápasy | Průměrně |
| ------- | ------- | ------ | -------- |
| F:NL    | 40 797  | 15     | 2 720    |
| MOL Cup | 0       | 0      | 0        |
| Celkově | 40 797  | 15     | 2 720    |